# Ferula samarkandica
Ferula samarkandica är en flockblommig växtart som beskrevs av Jevgenij Korovin. Ferula samarkandica ingår i släktet stinkflokesläktet, och familjen flockblommiga växter. Inga underarter finns listade i Catalogue of Life.